# ユルギス・カイリス

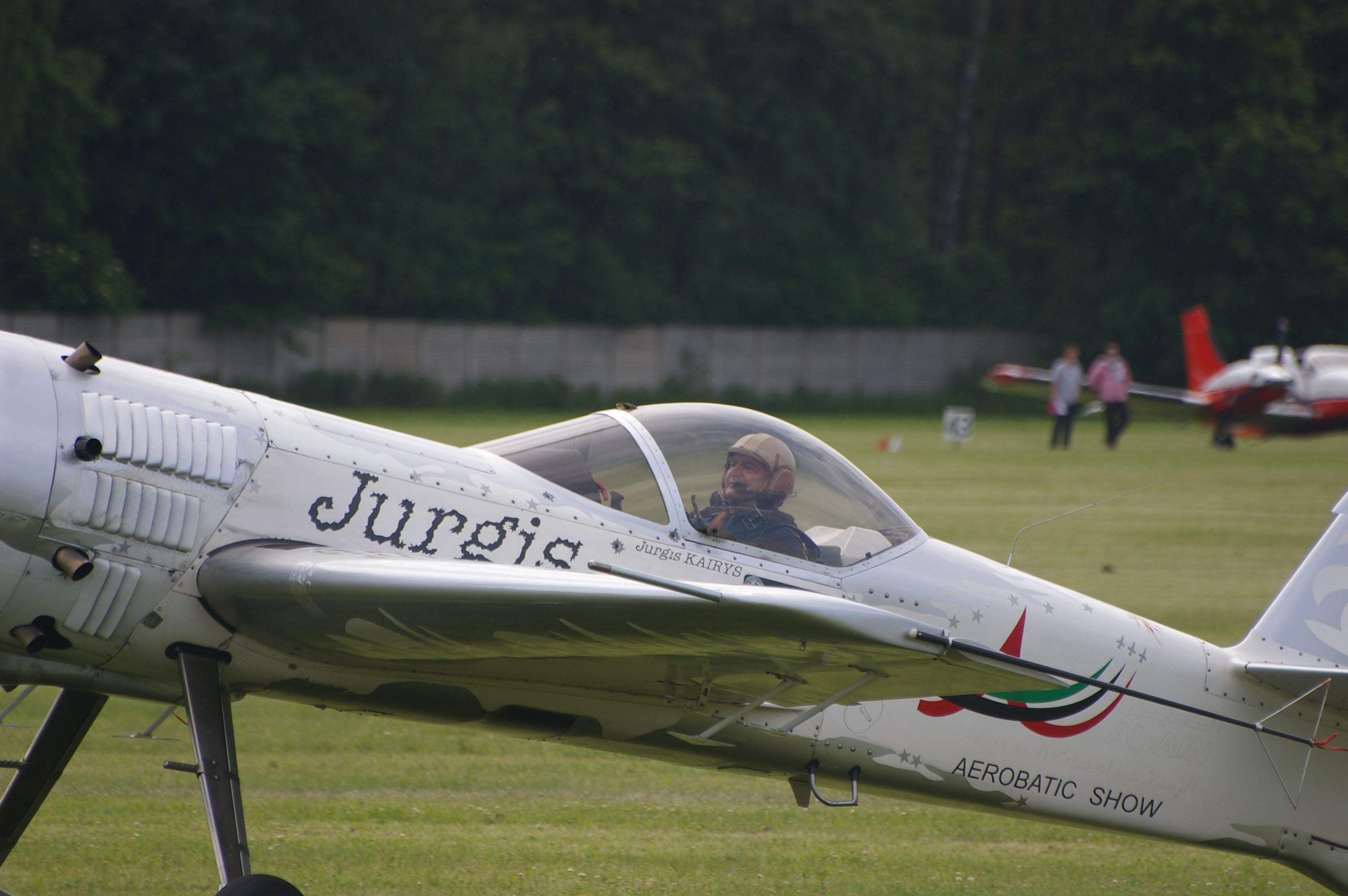
Su-31に搭乗中のユルギス

ユルギス・カイリス（Jurgis Kairys, 1952年5月6日 - ）は、リトアニア出身のエアロバティックパイロットである。シベリアのクラスノヤルスクで生まれ、幼少の頃に両親と共にリトアニアに戻り、地元の飛行クラブで曲技飛行を始めた。
1982年以降、スホーイ設計局のテストパイロットとしてSu-26、Su-29、Su-31、JUKAなどのスホーイ製のアクロバット機のテストに携わることになる。これらの機体はユルギス個人の曲技飛行の際に提供されるアクロバット機でもあり、多数の世界大会での名声を得たと同時に、数々のユルギスの個人技の開発に貢献することにもなった。
2014年9月24日エーゲ海上空を飛行中に乗機のSu-26のエンジン不調に見まわれ、機体からパラシュートで脱出、救助される事故に遭遇した。